# Глубокая (приток Тутоки)
Глубокая — река в России, протекает по Бокситогорскому и Тихвинскому районам Ленинградской области.
Исток — в Бокситогорском районе, северо-западнее деревни Алёшины Нивы. Течёт сперва на север, затем — на северо-запад. Устье реки находится в 25 км по левому берегу реки Тутоки, восточнее лесоучастка Исаковский. Длина реки составляет 10 км.

## Данные водного реестра
По данным государственного водного реестра России относится к Балтийскому бассейновому округу, водохозяйственный участок реки — Свирь, речной подбассейн реки — Свирь (включая реки бассейна Онежского озера). Относится к речному бассейну реки Нева (включая бассейны рек Онежского и Ладожского озера).
Код объекта в государственном водном реестре — 01040100812102000013451.